# Philipp Riedesel zu Camberg

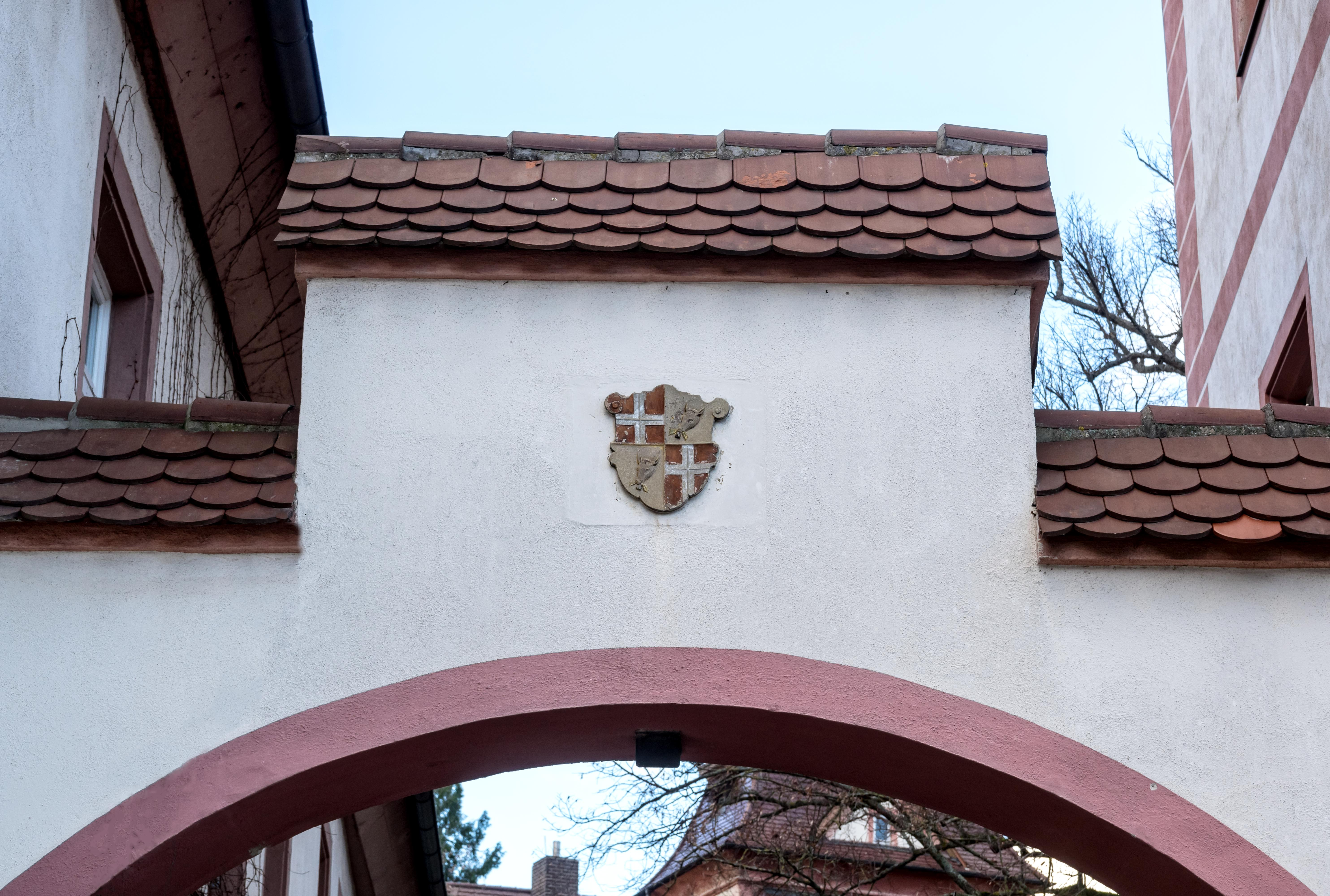
Wappen des Großpriors Philipp Riedesel zu Camberg über dem Osteingang des Malteserschlosses in Heitersheim

Philipp Riedesel zu Camberg (* um 1550; † 13. März 1598) war von 1587 bis 1594 Großbailli des Johanniterordens und von 1594 bis 1598 Großprior von Deutschland. Er stand auch einigen Kommenden des Johanniterordens vor. 1594 war er außerdem kaiserlicher General der Donauflotte.

## Leben und Laufbahn
Philipp Riedesel zu Camberg wurde um 1550 als Sohn von Henrich Riedesel zu Camberg und Catherine von Sebolt geboren. Er entstammte einem hessischen Adelsgeschlecht, das sich in mehrere Zweige untergliedert. Das erzählende Wappen der Riedesel zeigt einen schwarzen Esel mit Grünzeug (Ried) im Maul auf goldenem Grund.
Am 13. November 1563 trat er auf Malta in den Johanniterorden ein und stieg schnell auf. Von 1571 bis 1583 war er Kommendator in Frankfurt am Main (mit Sitz in Rüdigheim), von 1571 bis 1574 Kommendator in den Kommenden Hohenrain und Reiden (beide Schweiz). Von 1577 bis 1587 war Kommendator in Kleinerdlingen, 1578 Kommendator in Villingen. Von 1579 an bekleidete er das Amt des Rezeptor in Oberdeutschland. Am 18. Februar 1587 wurde er zum Titular-Prior von Ungarn ernannt, schon am 20. März 1587 erfolgte die Ernennung zum Großbailli. Dazu erhielt er die Kommende des Johanniterordens in Rottweil sowie die Kommenden von Affaltrach und Schwäbisch Hall, und die Kommenden Hemmendorf (bei Rottenburg am Neckar) und Rexingen (bei Horb). 1593 wurde er Mitglied des kaiserlichen Hofkriegsrates, und 1594 wurde er von Erzherzog Matthias im Namen von Kaiser Rudolf II. zum General der kaiserlichen Donauflotte im großen Türkenkrieg. Bei der Belagerung von Raab büßte er allerdings den größten Teil seiner Flotte ein. Am 25. Mai 1594 wurde er zum Großprior der Johanniter von Deutschland ernannt, und war damit als Herr der Herrschaft Heitersheim auch Reichsfürst. Als Großprior war er auch  Kommendator der Kommende Bubikon. Er starb am 13. März 1598 und wurde in der heute nicht mehr existierenden Johanniterkirche in Freiburg im Breisgau begraben.